# Broussaisia arguta
Genre
Espèce
Classification phylogénétique
Broussaisia arguta est une plante vivace du genre Broussaisia, famille des Hydrangeaceae. Elle est la seule espèce de son genre.

## Description
Broussaisia arguta est une plante dioïque au feuillage persistant qui pousse comme un arbuste de 1,5 à 3 mètres ou un arbre de 6 m.
Les feuilles obovales ont une longueur de 10 à 25 cm et une largeur de 4 à 9 cm avec des bords finement dentelés.

## Répartition
Broussaisia arguta est endémique de Hawaï, largement répandue dans les forêts mésiques et humides de toutes les principales îles hawaïennes.

## Source de la traduction
- (en) Cet article est partiellement ou en totalité issu de l’article de Wikipédia en anglais intitulé « Broussaisia » (voir la liste des auteurs).

### Broussaisia
- (en) NCBI : Broussaisia (taxons inclus)

### Broussaisia arguta
- (en) Catalogue of Life : Hydrangea arguta (Gaudich.) Y.De Smet & Granados
- (en) GRIN : espèce Broussaisia arguta Gaudich.
- (en) NCBI : Hydrangea arguta (taxons inclus)